# Hoplitis mazzuccoi
Hoplitis mazzuccoi är en biart som först beskrevs av (schwarz och Gusenleitner 2005, och fick sitt nu gällande namn av >. Hoplitis mazzuccoi ingår i släktet gnagbin, och familjen buksamlarbin. Inga underarter finns listade i Catalogue of Life.